# Società Sportiva Maceratese 2015-2016
Questa voce raccoglie le informazioni riguardanti la Società Sportiva Maceratese nelle competizioni ufficiali della stagione 2015-2016.

## Stagione
La Maceratese nella stagione 2015-2016 partecipa, dopo una stagione straordinaria in Serie D, nella quale ha vinto il campionato da imbattuta, al campionato di Lega Pro, piazzandosi 3º in classifica dietro solamente al Pisa e alla Spal. Da segnalare la vittoria ottenuta in trasferta contro la capolista Spal per 1-4 e la sconfitta interna contro il Santarcangelo per 1-3, che fa cadere l'imbattibilità interna dei biancorossi dopo quasi 2 anni e mezzo.
Ai play-off perde ai quarti di finale contro il Pisa per 3-1 in casa di quest'ultima e viene seguita da quasi 800 supportes biancorossi nella lontana trasferta.
Per quanto riguarda la Coppa Italia Lega Pro viene subito eliminata nella fase a gironi (Girone F) a causa della sconfitta in casa per 0-1 contro il Rimini, giocata però al Del Conero di Ancona, a causa dell'inagibilità dell'Helvia Recina, e del pareggio esterno contro il Santarcangelo per 0-0, risultati che gli permettono di raccogliere solo 1 punto contro, invece, i 3 del Rimini e i 4 del Santarcangelo, con quest'ultima che si qualifica alla fase successiva.

## Divise e sponsor
Il fornitore ufficiale di materiale tecnico per la stagione 2015-2016 è Sportika mentre lo sponsor ufficiale è Gobid.it.
| 1ª divisa | 2ª divisa | 3ª divisa |

## Organigramma societario
Area direttiva
- Presidente e general manager: Maria Francesca Tardella
- Amministratore delegato: Marco Nacciarriti
- Segretario generale: Paola Pippa
- Segretario: Antonio Romagnoli
- SLO: Pietro Giulianelli
- Team manager: Massimo Clementoni
- Addetto stampa: Luca Muscolini

Area tecnica
- Direttore sportivo: Giulio Spadoni
- Allenatore: Cristian Bucchi
- Allenatore in seconda: Mirko Savini
- Preparatore dei portieri: Luca Gentili
- Preparatore atletico: Carlo Pescosolido

Settore giovanile
- Responsabile scuola calcio e allenatore Berretti: Giovanni Ciarlantini

Area sanitaria
- Medico sociale: Sauro Apolloni
- Massofisioterapista: Cristiana Piangiarelli
- Massaggiatore: Simone De Angelisi

## Rosa
| N. |                       | Ruolo | Calciatore               |
| -- | --------------------- | ----- | ------------------------ |
|    | Italia (bandiera)     | P     | Francesco Forte          |
|    | Italia (bandiera)     | P     | Giuseppe Gabriele Ficara |
|    | Italia (bandiera)     | P     | Nicolas Cantarini        |
|    | Italia (bandiera)     | P     | Mattia Di Vincenzo       |
|    | Italia (bandiera)     | D     | Mattia Altobelli         |
|    | Italia (bandiera)     | D     | Gianluca Clemente        |
|    | Italia (bandiera)     | D     | Rocco Sabato             |
|    | Portogallo (bandiera) | D     | Vasco Faísca (capitano)  |
|    | Italia (bandiera)     | D     | Riccardo Fissore         |
|    | Italia (bandiera)     | D     | Raffaele Imparato        |
|    | Italia (bandiera)     | D     | Francesco Karkalis       |
|    | Italia (bandiera)     | D     | Marco Massei             |
|    | Italia (bandiera)     | D     | Alessandro De Angelis    |
|    | Italia (bandiera)     | D     | Luigi Badji Djibo        |
|    | Italia (bandiera)     | D     | Igor Łasicki             |
|    | Italia (bandiera)     | D     | Salvatore Rizzo          |
|    | Italia (bandiera)     | C     | Lorenzo Cerrai           |

| N. |                           | Ruolo | Calciatore           |
| -- | ------------------------- | ----- | -------------------- |
|    | Brasile (bandiera)        | C     | Rômulo Eugênio Togni |
|    | Italia (bandiera)         | C     | Lorenzo Carotti      |
|    | Italia (bandiera)         | C     | Emanuele D'Anna      |
|    | Italia (bandiera)         | C     | Giovanni Giuffrida   |
|    | Italia (bandiera)         | C     | Yassine Belkaid      |
|    | Italia (bandiera)         | C     | Badara Sarr          |
|    | Italia (bandiera)         | A     | Nicola Talamo        |
|    | Italia (bandiera)         | A     | Francesco Potenza    |
|    | Italia (bandiera)         | A     | Matteo Colombi       |
|    | Italia (bandiera)         | A     | Massimo Ganci        |
|    | Italia (bandiera)         | A     | Francesco Orlando    |
|    | Italia (bandiera)         | A     | Giordano Fioretti    |
|    | Costa d'Avorio (bandiera) | A     | Daniel Zinon Kouko   |
|    | Italia (bandiera)         | A     | Cristian Buonaiuto   |
|    | Italia (bandiera)         | A     | Fabio Foglia         |
|    | Albania (bandiera)        | A     | Isnik Alimi          |

## Calciomercato

### Sessione estiva
| Acquisti | Acquisti           | Acquisti      | Acquisti   |
| R.       | Nome               | da            | Modalità   |
| -------- | ------------------ | ------------- | ---------- |
| P        | Stefano Addario    | Savona        | definitivo |
| P        | Francesco Forte    | Vigor Lamezia | definitivo |
| D        | Vasco Faísca       | Matera        | definitivo |
| D        | Mattia Altobelli   | Foggia        | definitivo |
| D        | Raffaele Imparato  | Torres        | definitivo |
| D        | Gianluca Clemente  | Fano          | prestito   |
| D        | Luigi Badji Djibo  | Paganese      | definitivo |
| D        | Riccardo Fissore   | Pordenone     | definitivo |
| D        | Francesco Karkalis | L'Aquila      | definitivo |
| D        | Igor Lasicki       | Gubbio        | definitivo |
| D        | Marco Massei       | Ascoli        | definitivo |
| C        | Lorenzo Carotti    | Pavia         | definitivo |
| C        | Emanuele D'Anna    | Gubbio        | definitivo |
| C        | Giovanni Giuffrida | Torres        | definitivo |
| A        | Massimo Ganci      | svincolato    | definitivo |
| A        | Francesco Orlando  | Chieti        | prestito   |
| A        | Giordano Fioretti  | SPAL          | definitivo |
| A        | Cristian Buonaiuto | Torres        | definitivo |
| A        | Fabio Foglia       | Torres        | definitivo |
| A        | Isnik Alimi        | Lumezzane     | definitivo |

| Cessioni | Cessioni             | Cessioni               | Cessioni      |
| R.       | Nome                 | a                      | Modalità      |
| -------- | -------------------- | ---------------------- | ------------- |
| P        | Moreno Saitta        | Viterbese              | prestito      |
| P        | Francesco Fatone     | Chieti                 | svincolato    |
| D        | Filippo D'Alessio    | Poggibonsi             | svincolato    |
| D        | Mirko Garaffoni      |                        | fine carriera |
| D        | Alex Marini          | Gubbio                 | svincolato    |
| D        | Consalvo Cordova     | Gubbio                 | svincolato    |
| D        | Alessio Petti        | Gubbio                 | svincolato    |
| C        | Marco Croce          | Gubbio                 | svincolato    |
| C        | Alfredo Romano       | Gubbio                 | svincolato    |
| C        | Lorenzo Perfetti     | Matelica               | svincolato    |
| C        | Lorenzo De Grazia    | Ascoli                 | svincolato    |
| A        | Paolo Tortelli       | Gualdo Casacastalda    | svincolato    |
| A        | Marco Villanova      | Gualdo Casacastalda    | svnincolato   |
| A        | Davide Bartolini     | Union Ripa La Fenadora | svincolato    |
| A        | Daniele Ferri Marini | Gubbio                 | svincolato    |
| A        | Alessandro D'Antoni  | Chieri                 | svincolato    |

### Sessione invernale(dal 04/01 all'1/02)
| Acquisti | Acquisti             | Acquisti       | Acquisti   |
| R.       | Nome                 | da             | Modalità   |
| -------- | -------------------- | -------------- | ---------- |
| D        | Rocco Sabato         | Pavia          | prestito   |
| C        | Rômulo Eugênio Togni | Avellino       | definitivo |
| C        | Lorenzo Cerrai       | Lupa Roma      | prestito   |
| A        | Nicola Talamo        | Latina         | prestito   |
| A        | Francesco Potenza    | Lumezzane      | prestito   |
| A        | Matteo Colombi       | OltrepoVoghera | definitivo |

| Cessioni | Cessioni        | Cessioni      | Cessioni   |
| R.       | Nome            | a             | Modalità   |
| -------- | --------------- | ------------- | ---------- |
| D        | Igor Lascicki   | Rimini        | definitivo |
| C        | Yassine Belkaid | Lupa Roma     | prestito   |
| C        | Badara Sarr     | Lumezzane     | definitivo |
| A        | Massimo Ganci   | Castelfidardo | definitivo |

## Risultati

### Campionato

#### Girone d'andata
| Arbitro: | Paterna (Teramo) |

|  |           |           |
|  | Marcatori | 87’ Kouko |

| Arbitro: | Strippoli (Bari) |

|                          |           |             |
| Fioretti 15’ (rig.), 23’ | Marcatori | 75’ Cocuzza |

| Arbitro: | Pietropaolo (Modena) |

|           |           |              |
| Kouko 51’ | Marcatori | 15’ Fanucchi |

| Arbitro: | Provesi (Treviglio) |

|             |           |  |
| Ragatzu 90’ | Marcatori |  |

| Arbitro: | Nicoletti (Catanzaro) |

|                        |           |              |
| Kouko 29’ Fioretti 44’ | Marcatori | 90’ Scappini |

| Arbitro: | Lacagnina (Caltanissetta) |

|               |           |           |
| Casiraghi 53’ | Marcatori | 89’ Kouko |

| Arbitro: | Piccinini (Forlì) |

|                                 |           |                        |
| Buonaiuto 30’, 42’ Fioretti 47’ | Marcatori | 71’ Moreo 80’ Scipioni |

| Arbitro: | Mainardi (Bergamo) |

|  |           |             |
|  | Marcatori | 90’ Orlando |

| Arbitro: | Giovani (Grosseto) |

|              |           |  |
| Fioretti 52’ | Marcatori |  |

| Arbitro: | Candeo (Este) |

|            |           |                          |
| Lanini 67’ | Marcatori | 19’ Faísca 86’ Buonaiuto |

| Prato 14 novembre 2015, ore 17:30 CET 11ª giornata | Prato            | 0 – 0 referto | Maceratese | Stadio Lungobisenzio (1.097 spett.)\| Arbitro: \| Tardino (Milano) \| |
| Arbitro:                                           | Tardino (Milano) |               |            |                                                                       |

| Arbitro: | Viotti (Tivoli) |

|              |           |                |
| Fioretti 16’ | Marcatori | 67’ Ceccarelli |

| Arbitro: | Amoroso (Paola) |

|                            |           |            |
| Cherillo 19’ Colombini 73’ | Marcatori | 60’ Foglia |

| Arbitro: | Chindemi (Viterbo) |

|                                        |           |              |
| Carotti 7’ Fioretti 73’, 80’ Ganci 90’ | Marcatori | 4’ Infantino |

| Arbitro: | Marinelli (Tivoli) |

|               |           |           |
| Golubović 12’ | Marcatori | 51’ Kouko |

| Macerata 20 dicembre 2015, ore 14:00 CET 16ª giornata | Maceratese          | 0 – 0 referto | Arezzo | Stadio Helvia Recina (1.505 spett.)\| Arbitro: \| Di Martino (Teramo) \| |
| Arbitro:                                              | Di Martino (Teramo) |               |        |                                                                          |

| Arbitro: | D'Apice (Arezzo) |

|           |           |  |
| Rossi 42’ | Marcatori |  |

#### Girone di ritorno
| Macerata 16 gennaio 2016, ore 15:00 CET 18ª giornata | Maceratese                | 0 – 0 referto | Lupa Roma | Stadio Helvia Recina (675 spett.)\| Arbitro: \| Lacagnina (Caltanissetta) \| |
| Arbitro:                                             | Lacagnina (Caltanissetta) |               |           |                                                                              |

| Arbitro: | Camplone (Pescara) |

|                                                    |           |                         |
| Cocuzza 5’, 70’ Virdis 47’ Dell'Agnello 90’ (rig.) | Marcatori | 16’ Buonaiuto 86’ Kouko |

| Arbitro: | Capone (Palermo) |

|                    |           |                  |
| Terrani 49’ (rig.) | Marcatori | 14’, 61’ Colombi |

| Arbitro: | Nicoletti (Catanzaro) |

|                                            |           |  |
| Colombi 23’ Buonaiuto 28’ Kouko 38’ (rig.) | Marcatori |  |

| Arbitro: | Guccini (Albano Laziale) |

|  |           |                                     |
|  | Marcatori | 1’ Buonaiuto 30’ D'Anna 45’ Colombi |

| Arbitro: | Viotti (Tivoli) |

|               |           |                       |
| Buonaiuto 34’ | Marcatori | 45’ (rig.) Libertazzi |

| Arbitro: | Giovani (Grosseto) |

|            |           |                     |
| Amadio 70’ | Marcatori | 44’ (aut.) Perrotta |

| Arbitro: | Pillitteri (Palermo) |

|                                  |           |                              |
| Foglia 11’, 20’, 64’ Colombi 27’ | Marcatori | 55’ Minotti 86’ Mastronunzio |

| Arbitro: | Giua (Pisa) |

|                    |           |                                         |
| Cellini 30’ (rig.) | Marcatori | 12’, 90’ Buonaiuto 66’ Foglia 83’ Kouko |

| Arbitro: | Fiorini (Frosinone) |

|              |           |              |
| Buonaiuto 4’ | Marcatori | 62’ Anastasi |

| Arbitro: | Prontera (Bologna) |

|              |           |  |
| Fioretti 79’ | Marcatori |  |

| Arbitro: | Massimi (Termoli) |

|                      |           |                       |
| Miličević 45’ (rig.) | Marcatori | 38’ (aut.) Maccarrone |

| Arbitro: | Tardino (Milano) |

|                       |           |             |
| Orlando 6’ Foglia 57’ | Marcatori | 41’ Ferraro |

| Carrara 16 aprile 2016, ore 15:00 CEST 31ª giornata | Carrarese         | 0 – 0 referto | Maceratese | Stadio dei Marmi (944 spett.)\| Arbitro: \| Perotti (Legnano) \| |
| Arbitro:                                            | Perotti (Legnano) |               |            |                                                                  |

| Macerata 23 aprile 2016, ore 15:00 CEST 32ª giornata | Maceratese      | 0 – 0 referto | Pisa | Stadio Helvia Recina (2.964 spett.)\| Arbitro: \| Morreale (Roma) \| |
| Arbitro:                                             | Morreale (Roma) |               |      |                                                                      |

| Arbitro: | Rossi (Rovigo) |

|             |           |  |
| Defendi 47’ | Marcatori |  |

| Arbitro: | Mastrodonato (Molfetta) |

|              |           |                                         |
| Fioretti 59’ | Marcatori | 10’ Guidone 45’ Valentini 85’ Venitucci |

### Coppa Italia Lega Pro

#### Primo turno
| Arbitro: | Volpi (Arezzo) |

|  |           |               |
|  | Marcatori | 54’ Ricchiuti |

| Santarcangelo di Romagna 30 agosto 2014, ore 17:30 CEST 3ª giornata | Santarcangelo       | 0 – 0 referto | Maceratese | Stadio Valentino Mazzola\| Arbitro: \| De Remigis (Teramo) \| |
| Arbitro:                                                            | De Remigis (Teramo) |               |            |                                                               |

### Play-off

#### Quarti di finale
| Arbitro: | Amoroso (Paola) |

|                                              |           |               |
| Crescenzi 37’ Mannini 64’ (rig.) Peralta 85’ | Marcatori | 76’ Altobelli |

## Statistiche

### Statistiche di squadra
| Competizione          | Punti         | In casa | In casa | In casa | In casa | In casa | In casa | In trasferta | In trasferta | In trasferta | In trasferta | In trasferta | In trasferta | Totale | Totale | Totale | Totale | Totale | Totale | D.R. |
| Competizione          | Punti         | G       | V       | N       | P       | Gf      | Gs      | G            | V            | N            | P            | Gf           | Gs           | G      | V      | N      | P      | Gf     | Gs     | D.R. |
| --------------------- | ------------- | ------- | ------- | ------- | ------- | ------- | ------- | ------------ | ------------ | ------------ | ------------ | ------------ | ------------ | ------ | ------ | ------ | ------ | ------ | ------ | ---- |
| Campionato            | 58            | 17      | 9       | 7       | 1       | 27      | 15      | 17           | 6            | 6            | 5            | 20           | 16           | 34     | 15     | 13     | 6      | 47     | 31     | +16  |
| Coppa Italia Lega Pro | fase a gironi | 1       | 0       | 0       | 1       | 0       | 1       | 1            | 0            | 1            | 0            | 0            | 0            | 2      | 0      | 1      | 1      | 0      | 1      | -1   |
| Totale                | 58            | 18      | 9       | 7       | 2       | 27      | 16      | 18           | 6            | 7            | 5            | 20           | 16           | 36     | 15     | 14     | 7      | 47     | 32     | +15  |

### Statistiche dei giocatori
| Giocatore     | Lega Pro | Lega Pro | Lega Pro    | Lega Pro   | Play-off promozione | Play-off promozione | Play-off promozione | Play-off promozione | Coppa Italia Lega Pro | Coppa Italia Lega Pro | Coppa Italia Lega Pro | Coppa Italia Lega Pro | Totale   | Totale | Totale      | Totale     |
| Giocatore     | Presenze | Reti     | Ammonizioni | Espulsioni | Presenze            | Reti                | Ammonizioni         | Espulsioni          | Presenze              | Reti                  | Ammonizioni           | Espulsioni            | Presenze | Reti   | Ammonizioni | Espulsioni |
| ------------- | -------- | -------- | ----------- | ---------- | ------------------- | ------------------- | ------------------- | ------------------- | --------------------- | --------------------- | --------------------- | --------------------- | -------- | ------ | ----------- | ---------- |
| I. Alimi      | 13       | 0        | 3           | 0          | -                   | -                   | -                   | -                   | -                     | -                     | -                     | -                     | 13       | 0      | 3           | 0          |
| M. Altobelli  | 14       | 0        | 5           | 0          | -                   | -                   | -                   | -                   | -                     | -                     | -                     | -                     | 14       | 0      | 5           | 0          |
| Y. Belkaid    | 6        | 0        | 0           | 0          | -                   | -                   | -                   | -                   | 1                     | 0                     | 0                     | 0                     | 7        | 0      | 0           | 0          |
| C. Buonaiuto  | 32       | 10       | 5           | 0          | -                   | -                   | -                   | -                   | 2                     | 0                     | 0                     | 0                     | 34       | 10     | 5           | 0          |
| L. Carotti    | 22       | 1        | 5           | 0          | -                   | -                   | -                   | -                   | 2                     | 0                     | 0                     | 0                     | 24       | 1      | 5           | 0          |
| G. Clemente   | 5        | 0        | 1           | 0          | -                   | -                   | -                   | -                   | 1                     | 0                     | 0                     | 0                     | 6        | 0      | 1           | 0          |
| M. Colombi    | 15       | 5        | 0           | 0          | -                   | -                   | -                   | -                   | -                     | -                     | -                     | -                     | 15       | 5      | 0           | 0          |
| E. D'Anna     | 26       | 1        | 7           | 0          | -                   | -                   | -                   | -                   | 2                     | 0                     | 1                     | 0                     | 28       | 1      | 8           | 0          |
| V. Faisca     | 33       | 1        | 4           | 0          | -                   | -                   | -                   | -                   | 2                     | 0                     | 0                     | 0                     | 35       | 1      | 4           | 0          |
| G. Fioretti   | 25       | 9        | 1           | 0          | -                   | -                   | -                   | -                   | 1                     | 0                     | 0                     | 0                     | 26       | 9      | 1           | 0          |
| R. Fissore    | 16       | 0        | 2           | 0          | -                   | -                   | -                   | -                   | -                     | -                     | -                     | -                     | 16       | 0      | 2           | 0          |
| F. Foglia     | 32       | 6        | 2           | 0          | -                   | -                   | -                   | -                   | 2                     | 0                     | 0                     | 0                     | 34       | 6      | 2           | 0          |
| F. Forte      | 33       | -28      | 3           | 0          | -                   | -                   | -                   | -                   | 2                     | -1                    | 0                     | 0                     | 35       | -29    | 3           | 0          |
| M. Ganci      | 4        | 1        | 1           | 0          | -                   | -                   | -                   | -                   | 2                     | 0                     | 0                     | 0                     | 6        | 1      | 1           | 0          |
| G. Giuffrida  | 14       | 0        | 3           | 0          | -                   | -                   | -                   | -                   | 1                     | 0                     | 0                     | 0                     | 15       | 0      | 3           | 0          |
| R. Imparato   | 32       | 0        | 4           | 0          | -                   | -                   | -                   | -                   | 2                     | 0                     | 0                     | 0                     | 34       | 0      | 4           | 0          |
| F. Karkalis   | 26       | 0        | 5           | 0          | -                   | -                   | -                   | -                   | 2                     | 0                     | 1                     | 0                     | 28       | 0      | 6           | 0          |
| D.Z. Kouko    | 33       | 8        | 3           | 0          | -                   | -                   | -                   | -                   | 1                     | 0                     | 0                     | 0                     | 34       | 8      | 3           | 0          |
| F. Orlando    | 22       | 2        | 1           | 0          | -                   | -                   | -                   | -                   | 1                     | 0                     | 0                     | 0                     | 23       | 2      | 1           | 0          |
| F. Potenza    | 8        | 0        | 0           | 0          | -                   | -                   | -                   | -                   | -                     | -                     | -                     | -                     | 8        | 0      | 0           | 0          |
| R. Sabato (I) | 13       | 0        | 2           | 0          | -                   | -                   | -                   | -                   | -                     | -                     | -                     | -                     | 13       | 0      | 2           | 0          |
| B. Sarr       | 3        | 0        | 0           | 0          | -                   | -                   | -                   | -                   | 1                     | 0                     | 0                     | 0                     | 4        | 0      | 0           | 0          |
| N. Talamo     | 3        | 0        | 0           | 0          | -                   | -                   | -                   | -                   | -                     | -                     | -                     | -                     | 3        | 0      | 0           | 0          |
| R.E. Togni    | 12       | 0        | 2           | 0          | -                   | -                   | -                   | -                   | -                     | -                     | -                     | -                     | 12       | 0      | 2           | 0          |
| I.M. Łasicki  | 4        | 0        | 1           | 0          | -                   | -                   | -                   | -                   | 2                     | 0                     | 0                     | 0                     | 6        | 0      | 1           | 0          |